# Cantón de Dieulouard
El cantón de Dieulouard era una división administrativa francesa, que estaba situada en el departamento de Meurthe y Mosela y la región de Lorena.

## Composición
El cantón estaba formado por once comunas:
- Blénod-lès-Pont-à-Mousson
- Dieulouard
- Fey-en-Haye
- Jezainville
- Maidières
- Montauville
- Norroy-lès-Pont-à-Mousson
- Pagny-sur-Moselle
- Prény
- Vandières
- Villers-sous-Prény

## Supresión del cantón de Dieulouard
En aplicación del Decreto n.º 2014-261 de 26 de febrero de 2014, el cantón de Dieulouard fue suprimido el 22 de marzo de 2015 y sus 11 comunas pasaron a formar parte; ocho del nuevo cantón de Pont-à-Mousson y una del nuevo cantón de Entre el Selle y el Meurthe.